# Opus vermiculatum

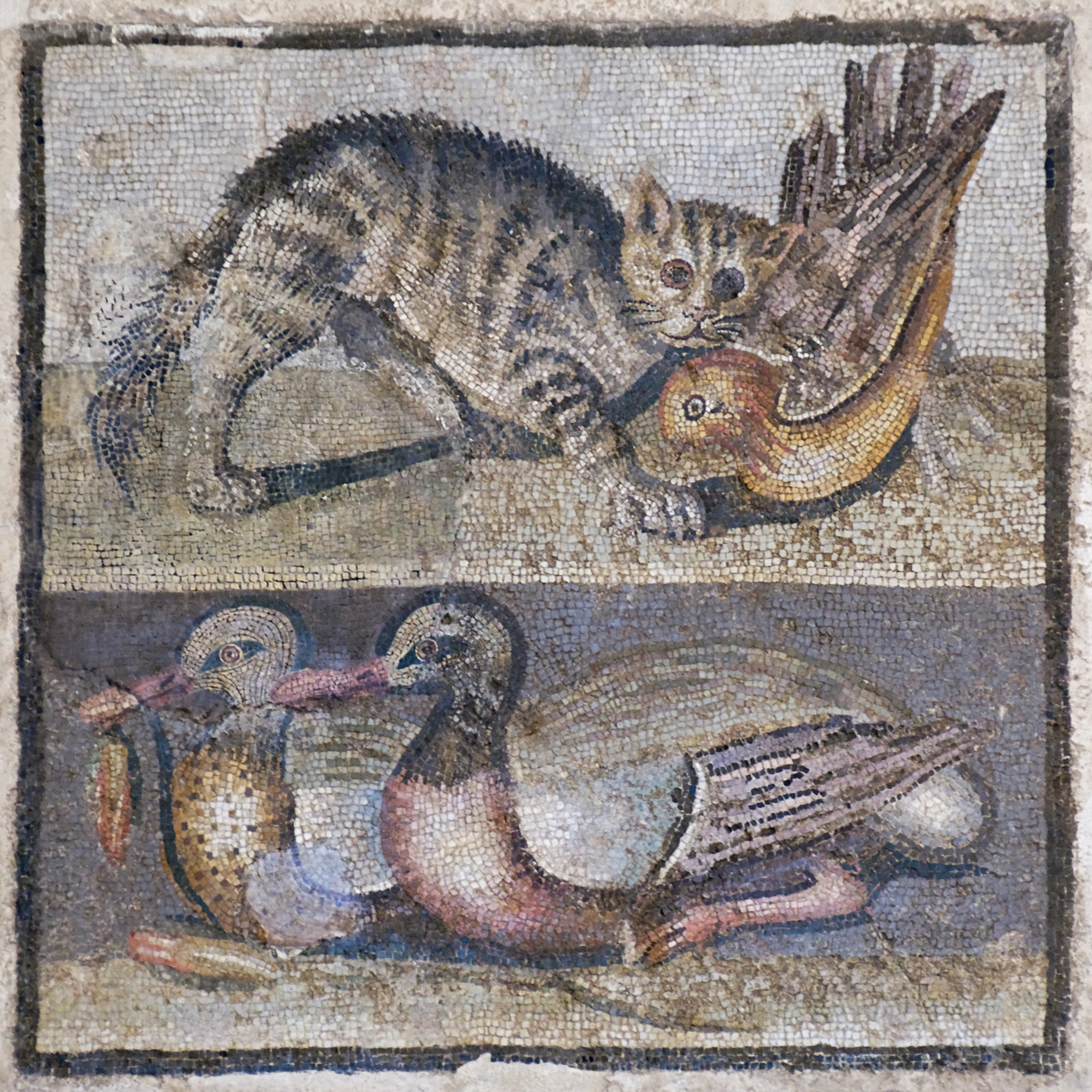
Zentralstück des Bodenmosaiks mit einer Katze und zwei Enten, 1. Hälfte des 1. Jahrhunderts v. Chr., Museo Nazionale Romano – Palazzo Massimo alle Terme

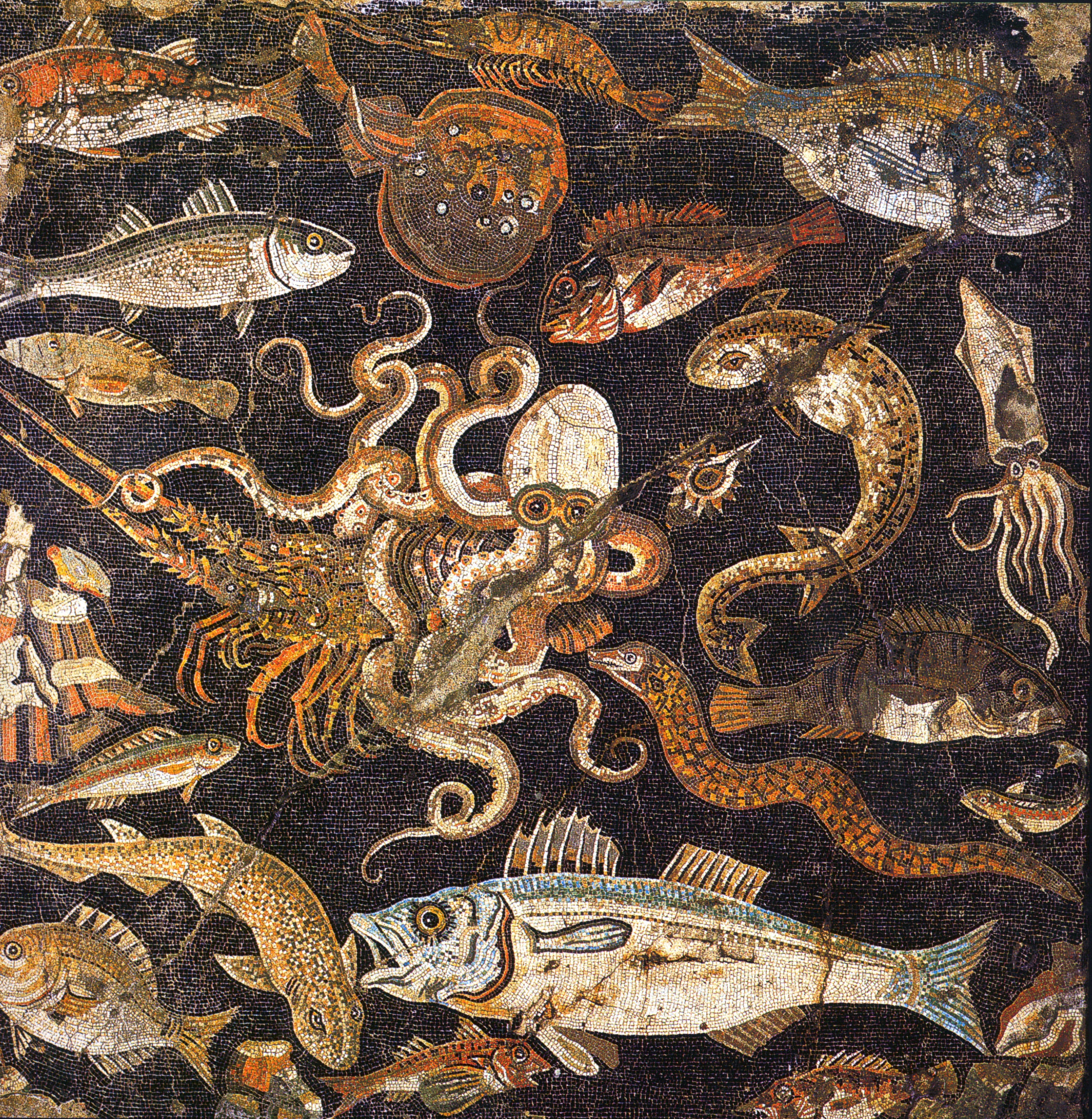
Mosaikemblem in Opus vermiculatum als Teil eines Fußbodens aus Pompeji (Archäologisches Nationalmuseum Neapel).

Das Opus vermiculatum (lateinisch opus ‚Werk‘ oder ‚Technik‘; Synonym: Pavimentum vermiculatum) ist eine Mosaik-Technik, bei der Umrisslinien um Formen gezogen werden, wofür Tesserae verwendet werden. Die Tesserae waren oft quadratisch, konnten aber auch andere Formen haben. Der Hauptzweck der Opus-vermiculatum-Technik ist „in Stein zu malen“.
Das können ein oder mehrere Reihen sein, die im Kontrast zum Hintergrund in Opus tessellatum stehen.
Der Name Opus vermiculatum (Plural: opera vermiculata) bedeutet wurmförmig Gearbeitetes (vermis = lat. für Wurm), womit auf den wurmförmigen, welligen Verlauf der Mosaiksteinchenreihen verwiesen wird, die typisch für diese Technik sind.
Die Opus-vermiculatum-Mosaiktechnik gilt als eine der anspruchsvollsten und ausgefeiltesten Mosaiktechniken der römischen Mosaike.
Opus vermiculatum wird vorwiegend für Figurenkompositionen angewendet und besteht aus sehr kleinen, bis zu wenigen Millimeter großen, Steinchen (im Gegensatz zum Opus tessellatum, dessen Tesserae größer sind), was feine Farbabstufungen gestattet und es ermöglicht, den Konturen sowie dem Umriss der Figuren genau zu folgen.
Die Opus-vermiculatum-Technik wird vorwiegend für die zentrale Figurenkompositionen verwendet oder für das zentrale Mosaik, das dann von geometrischen oder floralen Motiven umgeben ist, die in dem gröberen Opus tessellatum ausgeführt sind, für das deutlich größere Mosaiksteinchen verwendet werden. Gelegentlich werden nur wesentliche Details, z. B. Gesichter der Figuren, in Opus vermiculatum ausgeführt, während das Mosaik sonst in Opus tessellatum ausgeführt ist.
Gewöhnlich sollten mit dem Opus vermiculatum das Hauptmotiv und Einzelheiten im Vordergrund betont werden. Dazu wurde ein glatter und fließender Halo-Effekt verwendet.

## Geschichte

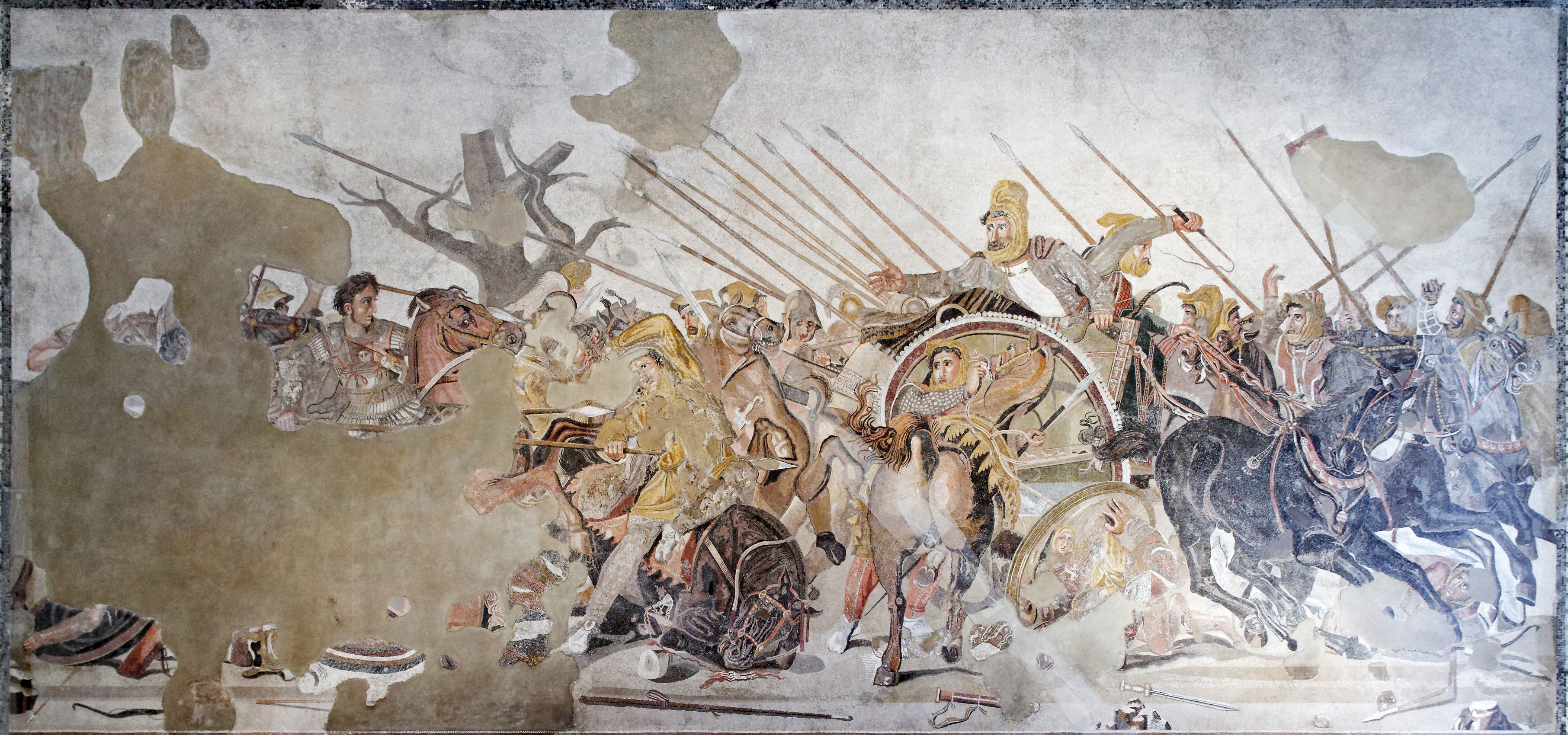
Beispiel: Opus vermiculatum Mosaik aus Pompeji – dieses „Alexander-Mosaik“ zeigt die Schlacht bei Issos, heute im Archäologischen Nationalmuseum Neapel

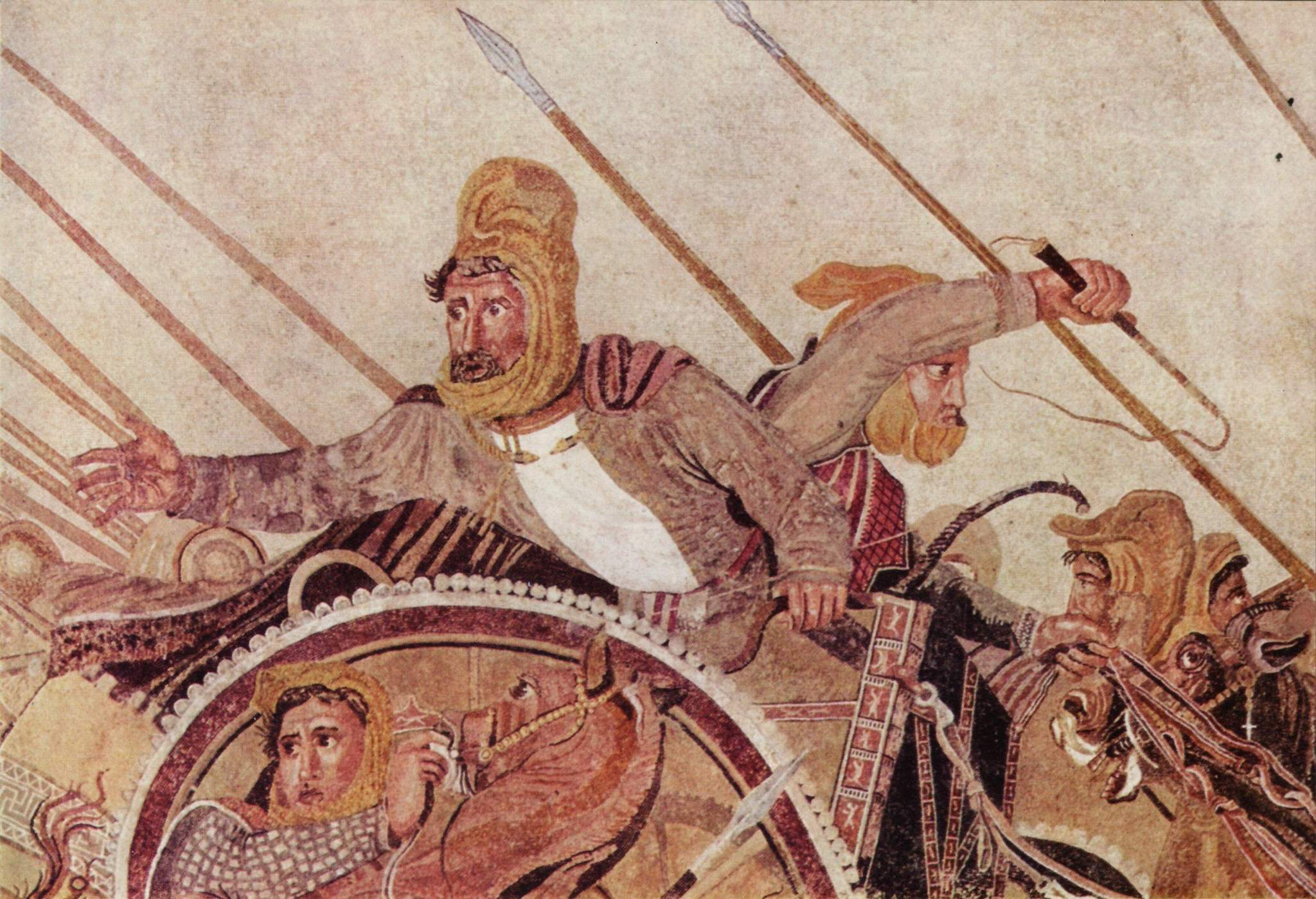
Detail des gleichen Mosaiks; die Mosaiksteinchen sind hier nur 2 × 2 mm groß

Die Opus-vermiculatum-Technik hatte ihren Ursprung in Griechenland und entstand später als die anderen Mosaiktechniken. Das erste Beispiel ist das Sophilos-Mosaik aus Thmuis in Unterägypten, das um 200 v. Chr. datiert wird.
Opus vermiculatum verbreitete sich in der hellenistischen Welt, einschließlich Ägypten. Es wurde in Ägypten vom späten 3. bis zum 1. Jahrhundert v. Chr. für die Grabdekoration eingesetzt. In Syrien hielt sich diese Mosaiktechnik noch sehr lange Zeit.
Das Nilmosaik von Palestrina zeigt einen sehr raffinierten Einsatz der Farben und eine sehr ausgefeilte Technik. Das könnte darauf hindeuten, dass diese Technik auf Gemälden basiert.
Das früheste bekannte Beispiel für ein Opus-vermiculatum-Mosaik befindet sich im Griechisch-Römischen Museum in Alexandria, dieses Mosaik-Porträt einer Frau stellt die Verkörperung der Stadt Alexandria dar und entstand um 200 v. Chr.
Ende des 1. Jahrhunderts v. Chr. hatten die Römer diese Technik zusammen mit den anderen Mosaiktechniken übernommen, eventuell indem sie griechische Mosaikkünstler für diese Arbeiten anwarben. In Pompeji wurden zahlreiche großartige Mosaiken in Opus-vermiculatum-Technik gefunden.
Die Verwendung des Opus vermiculatum ging nach dem 1. Jahrhundert n. Chr. zurück, wurde aber weiterhin bis zum 4. Jahrhundert als Hauptstilmittel für feinere römische Mosaiken eingesetzt. Dann wurden die Mosaiken zunehmend impressionistisch, wobei sie sich die Farbreflexionen der Glas-Tesserae zunutze machten, die besser zum Opus tessellatum passten. Mit der immer weiteren Verbreitung von Mosaikverzierungen für Wände und Gewölbe während der frühchristlichen Periode wurde die Opus-vermiculatum-Technik ganz aufgegeben – zugunsten einer zunehmend impressionistischer werdenden Opus-tessellatum-Technik, die auf größere Entfernungen eindrucksvoller wirkte.